# Plutoniumstof
Plutoniumstof is plutonium, verdeeld in kleine deeltjes. Vooral als het wordt ingeademd kan het schade in het lichaam aanrichten.
Een van de methodes om fijn verdeeld plutonium te krijgen, is een explosie waarbij plutonium betrokken is.

## Toxiciteit van plutonium
Plutonium is een alfastraler. De uitgestraalde deeltjes kunnen reeds tegengehouden worden door een blad papier. De huid houdt de straling ook tegen. Maar waar het epitheel dun is, zoals in darmen en longen, kunnen kleine deeltjes plutonium in het lichaam komen. Ingeademd zeer fijn plutoniumstof is gevaarlijk, doordat deeltjes kleiner dan drie micrometer tot in de longblaasjes en zelfs in de bloedbaan kunnen raken. Het plutonium zal, eenmaal in de bloedbaan, overal waar het langskomt, straling afgeven en DNA beschadigen.
Door de mond ingenomen veroorzaakt 0,5 gram plutonium binnen korte tijd de dood. De inname van zoveel plutonium mag uitzonderlijk genoemd worden. Ingeademd veroorzaakt 20 milligram (als de deeltjes kleiner zijn dan 3 micrometer) de dood binnen een maand. Een scenario om zoveel kleine deeltjes in te ademen is moeilijk denkbaar.
Maar ook kleinere doses dan de letale verhogen de kans op kanker en op schade in botten en de lever.
- Het inademen van 80 µg geeft 100% kans op longkanker (uiteraard buiten de kans die er zonder inademing van plutonium al bestaat)
- Het inademen van 1 µg geeft 1,2% kans op kanker.
- Het inademen van 0,1 µg geeft 0,12% kans op kanker.

Er wordt dus een lineair verband verondersteld tussen de hoeveelheid ingeademd plutoniumstof en de kans op longkanker.
Het verstrooien van 200 gram inadembare plutoniumstof boven een stad als München zou (op termijn) 100 tot 1000 extra kankergevallen kunnen veroorzaken. In een explosie is 20 tot 50% van de weggeslingerde plutoniumdeeltjes kleiner dan 3 micrometer en dus inadembaar. Om 200 gram inadembare plutoniumstof te verkrijgen zou dus circa 600 gram plutonium bij een explosie betrokken moeten zijn. Op de grond gevallen deeltjes kunnen nog lang gevaar opleveren door mogelijk opdwarrelen.

## Terroristische aanslag en kernproeven
Explosies waarbij plutonium betrokken is, zijn niet altijd afkomstig van een aanslag met een vuile bom. Bij kernproeven met bepaalde types kernbommen worden twee delen plutonium in elkaar geschoten die elk niet de kritieke massa hebben, maar die samen wel overschrijden. Bij het overschrijden van de kritieke massa begint de kettingreactie. Die kritieke massa wordt al behaald vlak vóór het samengaan van de twee delen. De explosie begint al, terwijl de twee delen nog onderweg naar elkaar toe zijn. Niet alle plutonium is bij de reactie betrokken, waardoor een zekere hoeveelheid plutonium onverbruikt wordt weggeschoten. Zeker bij de eerste kernproeven werd er veel plutonium "verspild". Volgens de meeste schattingen is er op deze manier circa 5 ton plutonium in het milieu terechtgekomen.

## Gezondheidsrisico
Extrapolatie van de berekening in het rapport van het Lawrence Livermore National Laboratory leidt tot de slotsom dat er hoogstens 19.000 mensen longkanker hebben gekregen door het inademen van plutoniumstof dat is vrijgekomen bij de bovengrondse kernproeven en dat er weinig of geen onmiddellijke doden door zijn gevallen.
Verder kan men stellen dat ieder mens in de periode tijdens en geruime tijd na de kernproeven gemiddeld 300 picogram plutonium heeft ingeademd. Dat lijkt geen gezondheidsproblemen op te leveren: het is minder dan 0,001% van de dodelijke dosis.
- Deze hoeveelheid van 300 picogram is echter een gemiddelde: het betekent dat een flink aantal mensen niets hebben ingeademd en een flink aantal mensen grotere doses dan het gemiddelde.
- Verder zijn de effecten op lange termijn van blootstelling aan geringe hoeveelheden plutonium ofwel niet onderzocht,[5] ofwel zijn de resultaten van deze onderzoeken niet openbaar gemaakt.